# منقارپی
مُنقارپی یا بعبارت صحیح، مونگارپه روستایی در استان مازندران  در کشور ایران است.
این روستا در دوران پادشاهی قاجار، توسط طایفه کِلاگِر ایجاد شده و بنیاگذار آن گَتِ آقاجان کِلاگِر می باشد.
خاک این روستا به دلیل وجود رودها و نهرهای جاری در آن و همچنین نزدیکی‌اش به دریای کاسپین، جزو خاک های بسیار حاصل خیز به حساب آمده، و برای کشت برنج مرغوب ایرانی، مناسب می باشد.
علاوه بر کشاورزی و کشت برنج، مردم مونگارپه به شکار مرغان مهاجر(شب دام یا دوم تنی)َ نیز اشتغال دارند. مونگارپه ۴۵۳ نفر جمعیت دارد.